# Erastrifacies schedocala
Erastrifacies schedocala är en fjärilsart som beskrevs av Dyar 1925. Erastrifacies schedocala ingår i släktet Erastrifacies och familjen nattflyn. Inga underarter finns listade i Catalogue of Life.